# Olga Zakharova
Pour les articles homonymes, voir Zakharova.
Olga Zakharova, née le 3 mai 1973 à Charkov, est une grimpeuse ukrainienne.

## Palmarès

### Championnats du monde
- 1999 à Birmingham,  Royaume-Uni
  -  Médaille d'or en vitesse

### Coupe du monde
- 1e place en 1998, 1999 et 2001.

### Championnats d'Europe
- 2002 à Chamonix,  France
  -  Médaille d'argent en vitesse